# Seder
Seder (hebraisk for "orden" og er i familie med ordet "siddur") er inden for religiøs jødedom den højtidelighed, der finder sted den første aften i pesachfesten. Her fortælles med udgangspunkt i en række tekster om udgangen fra slaveriet i Egypten, og der holdes et festmåltid.
| Religion | Spire Denne religionsartikel er en spire som bør udbygges. Du er velkommen til at hjælpe Wikipedia ved at udvide den. |